# Țintea, Prahova
Țintea este o localitate componentă a orașului Băicoi din județul Prahova, Muntenia, România.
La începutul secolului al XX-lea, satul era reședința unei comune din care mai făceau parte cătunele Liliești și Dâmbu, având în total 1240 de locuitori. Satul Țintea avea o biserică zidită la 1853. Comuna a  fost desființată în 1968 și a fost inclusă în orașul Băicoi.
- Gheorghe Oprea (1927 - 1998), demnitar comunist